# Kichijirō Ueda
Kichijirō Ueda (上田吉二郎, Ueda Kichijirō) est un acteur japonais né le 30 mars 1904 et mort le 3 novembre 1972.

## Biographie
Kichijirō Ueda a tourné dans plus de 200 films entre 1925 et 1970.

## Filmographie sélective
- 1925 : Hanpeita Tsukigata (月形半平太, Tsukigata Hanpeita?) de Teinosuke Kinugasa : Kyūnoshin Okudaira
- 1939 : Roppa no Ōkubo Hikozaemon (ロッパの大久保彦左衛門?) de Torajirō Saitō : Goemon Ishikawa
- 1941 : Le Festival de la mer (海を渡る祭礼, Umi wo wataru sairei?) de Hiroshi Inagaki
- 1950 : Scandale (醜聞, Shūbun?) d'Akira Kurosawa : un vieil homme
- 1950 : J'ai vu des poissons fantômes (われ幻の魚見たり, Ware maboroshi no sakana o mitari?) de Daisuke Itō
- 1950 : Rashōmon (羅生門?) d'Akira Kurosawa : le roturier
- 1953 : Les Contes de la lune vague après la pluie (雨月物語, Ugetsu monogatari?) de Kenji Mizoguchi : propriétaire de magasin
- 1953 : Hanjiro Omatsuri (お祭半次郎, Omatsuri Hanjirō?) de Hiroshi Inagaki : Toraemon
- 1954 : Les Sept Samouraïs (七人の侍, Shichinin no samurai?) d'Akira Kurosawa : le premier espion
- 1955 : Vivre dans la peur (生きものの記録, Ikimono no kiroku?) d'Akira Kurosawa : le père de M. Kuribayashi
- 1955 : Histoire du détective Umon Muttsuri, le taciturne : la résidence Kimen (むっつり右門捕物帖 鬼面屋敷, Muttsuri Umon torimonocho - Kimen Yashiki?) de Kajirō Yamamoto
- 1956 : L'Étrange Amour de la femme blanche (白夫人の妖恋, Byaku fujin no yoren?) de Shirō Toyoda
- 1956 : La Voie de la lumière (宮本武蔵完結編 決闘巌流島, Miyamoto Musashi kanketsuhen : kettō Ganryūjima?) d'Hiroshi Inagaki : le prêtre Ogon
- 1956 : Jōshū to tomo ni (女囚と共に?) de Seiji Hisamatsu : Ohno
- 1956 : Au gré du courant (流れる, Nagareru?) de Mikio Naruse
- 1957 : Le Château de l'araignée (蜘蛛巣城, Kumonosu jo?) d'Akira Kurosawa : un ouvrier de Washizu
- 1957 : Les Bas-fonds (どん底, Donzoko?) d'Akira Kurosawa : Shimazo (l'agent de police)
- 1957 : Sur la terre (地上, Chijo?) de Kōzaburō Yoshimura : Tahei Nakamura
- 1958 : L'Homme au pousse-pousse (無法松の一生, Muhomatsu no issho?) de Hiroshi Inagaki
- 1958 : La Forteresse cachée (隠し砦の三悪人, Kakushi toride no san-akunin?) d'Akira Kurosawa : marchand d'esclaves
- 1959 : Aruhi watashi wa (ある日わたしは?) de Kihachi Okamoto : Hanajima
- 1959 : La Naissance du Japon (日本誕生, Nippon tanjō?) de Hiroshi Inagaki
- 1961 : Récits du château d'Osaka (大阪城物語, Ōsaka-jō monogatari?) de Hiroshi Inagaki
- 1961 : Les femmes naissent deux fois (女は二度生れる, Onna wa nido umareru?) de Yūzō Kawashima
- 1962 : L'Enfer d'Okinawa (太平洋戦争と姫ゆり部隊, Taiheiyō Sensō to Himeyuri Butai?) de Kiyoshi Komori
- 1964 : Les Trois Samouraïs hors-la-loi (三匹の侍, Sanbiki No Samurai?) de Hideo Gosha
- 1966 : Goemon se déchaîne (暴れ豪右衛門, Abare Gōemon?) de Hiroshi Inagaki : Kaniuemon
- 1967 : Gamera contre Gyaos (大怪獣空中戦 ガメラ対ギャオス, Daikaijū kūchūsen: Gamera tai Gyaosu?) de Noriaki Yuasa
- 1968 : Femmes criminelles (徳川女刑罰史, Tokugawa onna keibatsu-shi?) de Teruo Ishii : Minosuke
- 1969 : Le Territoire du sang versé (広域暴力団 流血の縄張, Kōiki bōryoku: Ryuuketsu no shima?) de Yasuharu Hasebe